# Tameka Empson
Tameka Lydia Empson es una actriz británica, más conocida por interpretar a Kim Fox en EastEnders.

## Biografía
Tiene dos hermanas menores Kesha Margaret y Emilia Jane Empson.
Se entrenó en el Anna Scher Drama School.
Tameka está casada, en febrero de 2014 se anunció que la pareja estaba esperando a su primer bebé ese mismo año. La pareja le dio la bienvenida a su primera hija, Nylah en marzo de 2014.

## Carrera
Fue miembro del "3 Non-Blondes" junto a Ninia Benjamin y Jocelyn Jee Esien.
En 1996 se unió al elenco de la película Beautiful Thing, donde interpretó a Leah Russel. 
El 24 de noviembre de 2009, se unió al elenco de la exitosa serie británica EastEnders, donde interpreta a Kim Fox hasta ahora.
En 2010 obtuvo un pequeño papel en la película StreetDance 3D, donde interpretó a la estilista Sharonda. En 2011 apareció en el spin-off de EastEnders, donde interpretó de nuevo a Kim Fox en EastEnders: E20. En 2012 participó en el Let's Dance For Sports Relief 2012 junto a la actriz Laurie Brett, juntas bailaron la canción de "Telephone", Tameka interpretó a Beyoncé, mientras que Laurie a Lady Gaga, donde quedaron en segundo lugar.

## Filmografía

### Series de televisión
| Año             | Título               | Personaje              | Notas                         |
| --------------- | -------------------- | ---------------------- | ----------------------------- |
| 2009 - presente | EastEnders           | Kim Fox                | 651 episodios                 |
| 2019            | 101 Dalmatian Street | Pearl the Police Horse | 3 episodios                   |
| 2011            | Tinga Tinga Tales    | Tickbird               | 30 episodios                  |
| 2011            | EastEnders: E20      | Kim Fox                | episodio # 3.1                |
| 2008 - 2009     | Beautiful People     | Johoyo                 | 6 episodios                   |
| 2009            | Whitechapel          | Mrs. Buki              | 3 episodios                   |
| 2007            | M.I.High             | Sargento Raynor        | episodio "Red Button Rampage" |
| 2002            | Babyfather           | Sherene                | 3 episodios                   |
| 2001            | Sam's Game           | Marcia                 | 6 episodios                   |

### Películas
| Año  | Título                 | Personaje         | Notas                                                                                     |
| ---- | ---------------------- | ----------------- | ----------------------------------------------------------------------------------------- |
| 2010 | StreetDance 3D         | Sharonda          | junto a Nichola Burley, Richard Winsor, Ukweli Roach & George Sampson                     |
| 2009 | Skellig                | Enfermera         | junto a Tim Roth, Kelly Macdonald, Bill Milner & John Simm                                |
| 2007 | Learners               | Gloria            | junto a Jessica Hynes, Shaun Dingwall, Richard Glover & David Tennant                     |
| 2006 | Notes on a Scandal     | Antonia Robinson  | junto a Judi Dench, Cate Blanchett, Bill Nighy & Juno Temple                              |
| 2002 | Silent Cry             | Estilista         | junto a Emily Woof, Douglas Henshall, Clive Russell & Craig Kelly                         |
| 2002 | Out of the Game        | Karen             | corto - junto a Cavan Clerkin, Tara Keatley & Peter Sullivan                              |
| 2002 | Long Time Dead         | Estudiante        | junto a Joe Absolom, Lara Belmont, Melanie Gutteridge & Marsha Thomason                   |
| 2001 | The Martins            | Mo                | junto a Lee Evans, Kathy Burke, Lennie James, Mark Strong, Paddy Considine & Owen Brenman |
| 2001 | Lava                   | Maxine            | junto a Joe Tucker, James Holmes & Nicola Stapleton                                       |
| 2001 | Goodbye Charlie Bright | Kay               | junto a Phil Daniels, Jamie Foreman, Danny Dyer, David Thewlis & Nicola Stapleton         |
| 1998 | Babymother             | Dionne, la rival  | junto a Anjela Lauren Smith, Wil Johnson & Caroline Chikezie                              |
| 1998 | I Want You             | Clienta del Salón | junto a Rachel Weisz, Alessandro Nivola, Ben Daniels & Steve John Shepherd                |
| 1997 | Food of Love           | Alice             | junto a Richard E. Grant, Nathalie Baye & Joe McGann                                      |
| 1996 | Beautiful Thing        | Leah Russell      | junto a Meera Syal, Martin Walsh & Linda Henry                                            |

### Apariciones
| Año  | Programa                      | Notas                              |
| ---- | ----------------------------- | ---------------------------------- |
| 2012 | Let's Dance For Sports Relief | concursante - junto a Laurie Brett |

### Teatro
| Año         | Título       | Personaje        | Director (a)  | Teatro            | Notas                                                               |
| ----------- | ------------ | ---------------- | ------------- | ----------------- | ------------------------------------------------------------------- |
| 2010        | Aladdin      | -                | Susie McKenna | -                 | junto a Clive Rowe, Anna Jane Casey, Anthony Whittle & David Ashley |
| 2008 - 2009 | Mother Goose | -                | Susie McKenna | -                 | junto a Clive Rowe, Sharon D Clarke, Anthony Whittle & Matt Dempsey |
| 2007        | The Blacks   | Reyna            | -             | Royal Theatre     | junto a Nathan Clough, Pesci, Ashley J & Carl Ramsey                |
| 2006        | Cinderella   | Condesa Prunella | -             | -                 | junto a David Ashley & Michael Kirk                                 |
| 2002        | Our House    | Billie           | -             | Cambridge Theatre | -                                                                   |
| -           | The Big Life | -                | -             | -                 | -                                                                   |

## Premios y nominaciones
| Año  | Categoría                                          | Premio                | Serie/Teatro | Resultado |
| ---- | -------------------------------------------------- | --------------------- | ------------ | --------- |
| 2019 | Best Comedy Performance                            | British Soap Award    | EastEnders   | Nominada  |
| 2017 | Funniest Female                                    | Inside Soap Award     | EastEnders   | Nominada  |
| 2017 | Best Comedy Performance                            | British Soap Award    | EastEnders   | Nominada  |
| 2016 | Funniest Female                                    | Inside Soap Award     | EastEnders   | Ganadora  |
| 2016 | Best Comedy Performance                            | British Soap Award    | EastEnders   | Nominada  |
| 2014 | Funniest Female                                    | Inside Soap Award     | EastEnders   | Nominada  |
| 2013 | Funniest Female                                    | Inside Soap Award     | EastEnders   | Ganadora  |
| 2012 | Funniest Female                                    | Inside Soap Award     | EastEnders   | Ganadora  |
| 2012 | Best Comedy Performance                            | British Soap Award    | EastEnders   | Nominada  |
| 2011 | Funniest Performance                               | Inside Soap Award     | EastEnders   | Ganadora  |
| 2011 | Best Comedy Performance                            | British Soap Award    | EastEnders   | Nominada  |
| 2011 | Favourite Female TV Star                           | Screen Nation Awards  | EastEnders   | Ganadora  |
| 2006 | Best Performance in a Supporting Role in a Musical | Laurence Oliver Award | The Big Life | Nominada  |